# Ту Хилс (Алберта)
Ту Хилс (енгл. Two Hills) је малена варошица у централном делу канадске провинције Алберта. Налази се 137 км источно од провинцијске престонице Едмонтона, на обалама реке Вермилијон.
Насеље је превасходно пољопривредно оријентисано.
Према попису становништва из 2011. у варошици је живело 1.379 становника у 522 домаћинства, што је за 31,7% више у односу на попис из 2006. када је регистровано 1.047 становника.
Основу популације чине становници украјинског порекла, иако је последњих година значајније досељавање немачких менонита из Мексика.

## Становништво
| 2006. | 2011. |
| ----- | ----- |
| 1.047 | 1.379 |